# 디미트리스 시오바스
디미트리오스 "디미트리스" 시오바스(그리스어: Δημήτριος "Δημήτρης" Σιόβας, 1988년 9월 16일, 드라마 ~)는 그리스의 축구 선수로, 현재 포르튀나 시타르트에서 센터백으로 활약하고 있다.

## 클럽 경력

### 초기 경력과 파니오니오스
그리스 드라마 출신으로, 그는 출생지에서 유년 시절을 보냈고, 지역팀에서 축구를 시작해 스코다 크산티에 의해 스카웃되었다. 그는 스코다 크산티의 유소년팀에 입단한 후, 2008년에 파니오니오스로 이적하였다. 그는 2008-09 시즌 후반기동안 이오니코스로 임대되어 리그 11경기에 출전하였다. 2009년을 기점으로, 그는 파니오니오스의 선발 중앙 수비수가 되어 네아 스미르니인 (Νέα Σμύρνηοτες) 33경기에 출전, 2골을 득점하였다.

### 올림피아코스
2012년 6월 15일, 시오바스가 올림피아코스와 4년 계약을 체결한 것으로 발표되었고, 이미 1월에 클럽과 합의를 본 것으로 밝혀졌다.
그는 4-0으로 승리한 레바디아코스전에서 첫 골을 득점하였다. 그는 2-0으로 이긴 케르키라와의 홈경기에서도 한골을 추가하였다. 그는 카발라와의 그리스 컵 원정 경기에서 팀의 1-0 결승골을 넣었다.
2014년 1월 11일, 시오바스는 일일 훈련도중 중상을 당해 의사로부터 4달 아웃 판정을 받았다.

## 국가대표팀 경력
시오바스는 2007년 UEFA U-19 축구 선수권 대회에서 스페인 U-19 국가대표팀에 0-1로 석패해 준우승에 머물렀던 그리스 U-19 국가대표팀의 일원이었다. 2008년을 기점으로, 그는 그리스 U-21 국가대표팀에서 활약하였다.
2010년 11월 17일, 그는 오스트리아와의 친선경기를 앞두고 페르난두 산투스 감독에 의해 그리스 성인 국가대표팀에 차출되었으나, 벤치만 지켰다.
2012년 8월 15일, 그는 노르웨이와의 친선경기에서 성인 국가대표팀 데뷔전을 가졌다. 그는 공격적이면서 기술적인 수비수로, 그리스 언론으로부터 많은 찬사를 받았다. 그러나, 그는 그리스 성인 국가대표팀의 선발 라인업에 들지 못하였다.
그는 2012년 10월 16일, 슬로바키아와의 2014년 FIFA 월드컵 예선전 출전으로 성인 국가대표팀 공식 경기에 데뷔하였다.

## 경력 통계
2018년 5월 19일 기준
| 클럽 경력 | 클럽 경력    | 클럽 경력     | 리그 | 리그 | 컵        | 컵        | 유럽 | 유럽 | 합계 | 합계 |
| 시즌      | 클럽         | 리그          | 출장 | 골   | 출장      | 골        | 출장 | 골   | 출장 | 골   |
| 그리스    | 그리스       | 그리스        | 리그 | 리그 | 그리스 컵 | 그리스 컵 | 유럽 | 유럽 | 합계 | 합계 |
| --------- | ------------ | ------------- | ---- | ---- | --------- | --------- | ---- | ---- | ---- | ---- |
| 2008–09   | 파니오니오스 | 수페르리가    | 1    | 0    | –         | –         | –    | –    | 1    | 0    |
| 2008–09   | 이오니코스   | 베타 에트니키 | 11   | 0    | –         | –         | –    | –    | 11   | 0    |
| 2009–10   | 파니오니오스 | 수페르리가    | 15   | 0    | –         | –         | –    | –    | 15   | 0    |
| 2010–11   | 파니오니오스 | 수페르리가    | 29   | 2    | 1         | 0         | –    | –    | 30   | 2    |
| 2011–12   | 파니오니오스 | 수페르리가    | 27   | 0    | 6         | 2         | –    | –    | 33   | 2    |
| 2012-13   | 올림피아코스 | 수페르리가    | 15   | 2    | 6         | 1         | 4    | 0    | 25   | 3    |
| 2013–14   | 올림피아코스 | 수페르리가    | 11   | 0    | 1         | 0         | 6    | 0    | 18   | 0    |
| 2014–15   | 올림피아코스 | 수페르리가    | 20   | 0    | 8         | 0         | 3    | 0    | 31   | 0    |
| 2015–16   | 올림피아코스 | 수페르리가    | 22   | 0    | 3         | 0         | 6    | 0    | 31   | 0    |
| 2016–17   | 올림피아코스 | 수페르리가    | 0    | 0    | 1         | 0         | 1    | 0    | 2    | 0    |
| 2016–17   | CD 레가네스  | 라리가        | 16   | 1    | 0         | 0         | 0    | 0    | 16   | 1    |
| 2017–18   | CD 레가네스  | 라리가        | 24   | 1    | 6         | 1         | 0    | 0    | 30   | 2    |
| 경력 합계 | 경력 합계    | 경력 합계     | 191  | 6    | 32        | 4         | 20   | 0    | 243  | 10   |

## 수상

### 클럽
올림피아코스
- 수페르리가 엘라다: 2012–13, 2013-14, 2014-15, 2015-16
- 그리스 컵: 2012–13, 2014–15; 준우승: 2015–16

### 국가대표팀
그리스 U-19
- UEFA U-19 축구 선수권 대회 준우승: 2007